# Flut (Band)
Flut (Eigenschreibweise: FLUT) ist eine fünfköpfige österreichische Rock-Band aus Wien.

## Geschichte
Die vier Bandmitglieder Johannes Paulusberger, Sebastian und Florian Voglmayr und Manuel Hauer stammen aus Andorf, Jakob Herber aus Ried im Traunkreis.
Während ihrer Jugend im ländlichen Raum, begann die Band gemeinsam Musik zu machen und Videofilme im VHS-Stil zu drehen. Nach Abschluss der Schule übersiedelten die einzelnen Mitglieder mit der Zeit nach Wien, wo sie infolge mehrerer Auftritte die Aufmerksamkeit der lokalen Szene auf sich zogen.
Die erste Single Tiefschlaf erschien im September 2016. Im März 2017 erschien die Nachtschicht EP über das Indielabel Problembär Records. Das Video zur Single Linz bei Nacht wurde für den Österreichischen Musikvideopreis 2017 nominiert. Am 5. Oktober 2018 erschien das Debüt-Album Global.

## Diskografie
Alben
- 2018: Global (Problembär Records / Rough Trade)

EPs
- 2017: Nachtschicht (Problembär Records / Rough Trade)

Singles
- 2016: Tiefschlaf (Problembär Records / Rough Trade)
- 2017: Linz bei Nacht (Problembär Records / Rough Trade)
- 2017: Sterne (Problembär Records / Rough Trade)
- 2018: Agent 08 (Problembär Records / Rough Trade)
- 2018: Regen (Problembär Records / Rough Trade)